# Anonconotus ligustinus
Anonconotus ligustinus är en insektsart som beskrevs av Galvagni 2002. Anonconotus ligustinus ingår i släktet Anonconotus och familjen vårtbitare. Inga underarter finns listade i Catalogue of Life.

## Bildgalleri

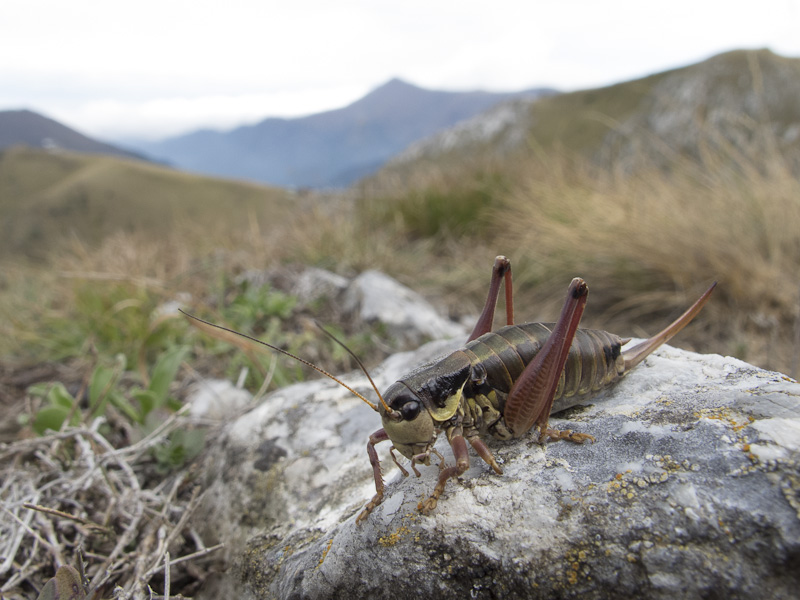